# Fritz Feldmann (Musikwissenschaftler)
Fritz Feldmann (* 18. Oktober 1905 in Gottesberg, Landkreis Waldenburg, Provinz Schlesien; † 29. September 1984 in Hamburg) war ein deutscher Musikwissenschaftler und Hochschullehrer.

## Leben und Werk

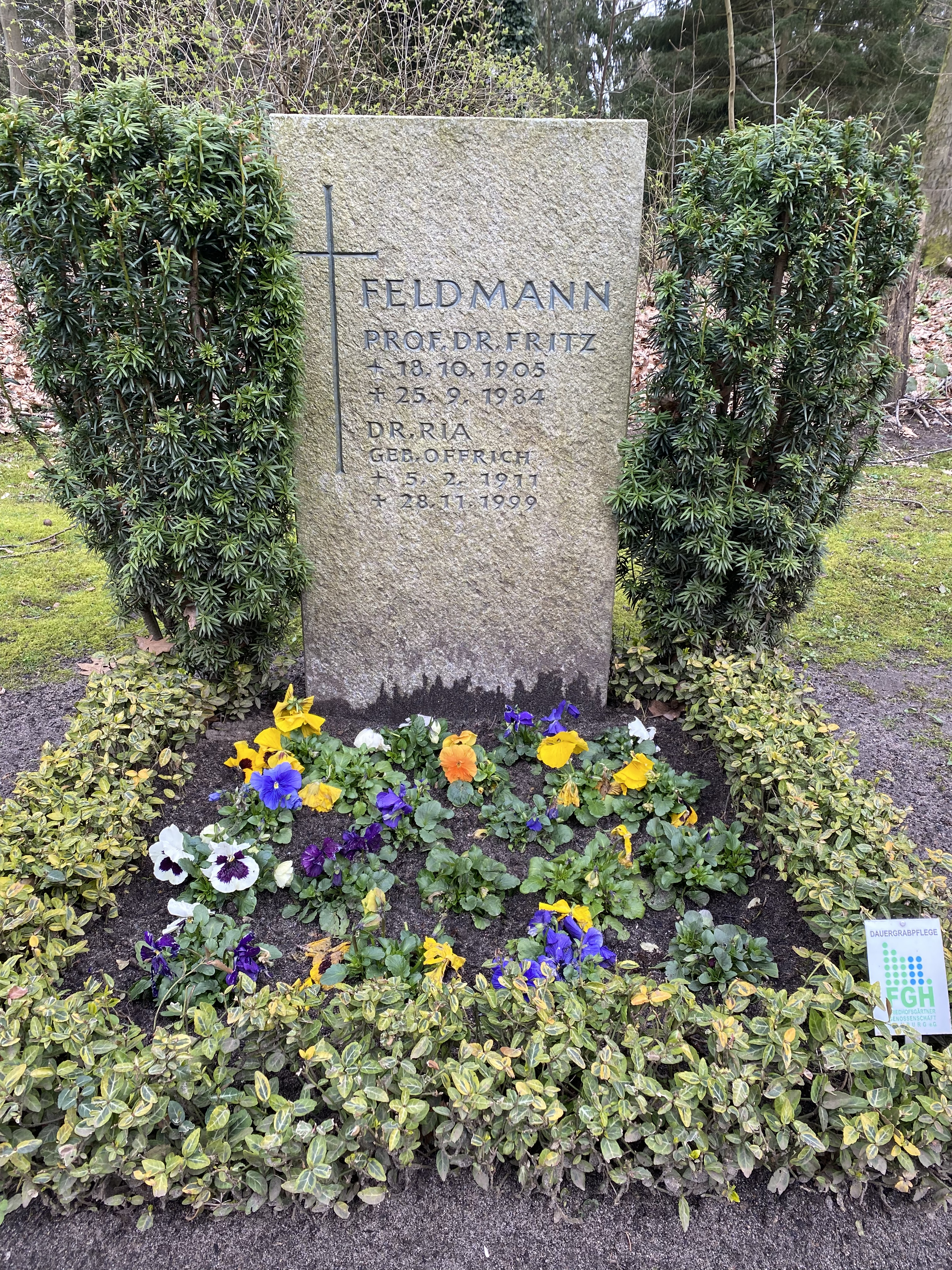
Grabstätte auf dem Waldfriedhof Volksdorf

Feldmann studierte ab 1924 Musikwissenschaft an der Universität Breslau. Dort promovierte er 1932 mit der Dissertation „Der Codex Mf. 2016 des Musikalischen Instituts bei der Universität Breslau“ (2 Bände). Danach war er wissenschaftlicher Assistent am Musikwissenschaftlichen Institut der Universität sowie Lehrer für Geschichte der Musik an der Breslauer Kirchenmusikschule. 1937 habilitierte er mit der Arbeit „Musik und Musikpflege im mittelalterlichen Schlesien“. 1939 bis 1941 war er stellvertretender Direktor des Musikwissenschaftlichen Instituts und des Hochschulinstituts für Kirchen- und Schulmusik in Breslau.
Nach Einberufung und Kriegsdienst im Zweiten Weltkrieg und der Vertreibung aus Schlesien wirkte er von 1948 bis 1952 als Studienrat in Hamburg. 1952 habilitierte er an der Universität Hamburg und wurde Professor. Ab 1954 war er auch Professor an der Staatlichen Musikhochschule Hamburg.
Feldmann arbeitete überwiegend zu Themen der Musikgeschichte Schlesiens und untersuchte auch die Beziehungen der schlesischen Musikgeschichte zu der des übrigen deutschen Kulturraumes. Fritz Feldmann verstarb 78-jährig in Hamburg und wurde auf dem Waldfriedhof Volksdorf beigesetzt.

## Werke
- Der Codex Mf. 2016 des Musikalischen Instituts bei der Universität Breslau: eine paläographische und stilistische Beschreibung; Band 1. Verlag Priebatsch, Breslau 1932.
- Der Codex Mf. 2016 des Musikalischen Instituts bei der Universität Breslau: eine paläographische und stilistische Beschreibung; Band 2: Verzeichnisse und Übertragungen, Verlag Priebatsch, Breslau 1932.
- Musik und Musikpflege im mittelalterlichen Schlesien. Trewendt & Granier, Breslau 1938
- Missa anonyma II.: aus dem Codex Breslau Mt. 2016 ; zu 4 Stimmen [Partitur]; Möseler, Wolfenbüttel 1956
- Opera omnia / 1: Missa 3 vocum, secundi toni irregularis cum contratenore extra manum in diapenthe sub ut [Partitur], American Institute of Musicology, Rome 1960
- Die schlesische Kirchenmusik im Wandel der Zeiten; Verlag "Unser Weg", Lübeck 1975.